# Sheppardia gunningi
Sheppardia gunningi là một loài chim trong họ Muscicapidae.